# Il ritorno di Superfly
Il ritorno di Superfly (The Return of Superfly) è un film di blaxploitation del 1990, diretto da Sig Shore. È il sequel di Superfly e si avvale delle interpretazioni di Samuel L. Jackson e Nathan Purdee, tornato dopo il successo della prima pellicola.

## Trama
Superfly è un ex-trafficante di droga residente in Europa, ma nato a New York. Un suo amico fidato viene ucciso da alcuni trafficanti, e per questo Superfly torna in patria. Viene fermato all'aeroporto, privato del passaporto e costretto a partecipare a delle operazioni miranti a sventare una potente organizzazione malavitosa.